# La Guillotine
La Guillotine is een Belgisch bier van hoge gisting.
Het bier wordt gebrouwen in Brouwerij Huyghe te Melle.

Het is een goudblonde tripel met een alcoholpercentage van 8,5%. Om de tweehonderdste verjaardag van de Franse Revolutie te herdenken, ontwierp de brouwer in 1989 het gelegenheidsbier La Guillotine. Het bier sloeg heel vlug aan in een tiental landen en behaalde verscheidene prijzen.
- 1998 Zilveren medaille in het World Beer Championship te Chicago
- Brewing Industry International Awards 2011, Londen – Gouden medaille in categorie “zware bieren”
- BIRA Awards 2011, Tel Aviv – Gold Award